# Siniolchu
Il monte Siniolchu (6.888 m) è una delle montagne più alte dello stato indiano del Sikkim nella catena dell'Himalaya sita tra il monte Siniolchu e il monte Kangchenjunga, la terza montagna più elevata della Terra.
La montagna di 6.888 metri (22.598 piedi) è considerata particolarmente attraente esteticamente. Nel gennaio del 1914 Ekai Kawaguchi, un prete buddista giapponese, autore di "Three Years in Tibet (1904)", fece il suo secondo viaggio segreto in Tibet attraverso il Sikkim e descrisse per la prima volta il Siniolchu, mentre lo scrittore e alpinista britannico Douglas Freshfield lo definì come "il più superbo trionfo dell'architettura montana e la più bella montagna innevata del mondo".
È situato vicino al lago Verde distante 17 chilometri dal monte Kangchenjunga, la vetta più alta dell'India e la terza più alta del pianeta. La zona fu esplorata per la prima volta dagli europei nel 1899 dall'alpinista inglese Douglas William Freshfield, ultracinquantenne si recò con il fotografo Vittorio Sella, un esperto dei luoghi, il professor E. J. Garwood, e con la sua guida fidata François Devouassoud nelle Indie e nel Sikkim Himalaya dove portò a termine il primo periplo documentato del Kangchenjunga, che descrisse in "Round Kangchenjunga" del 1903, e che venne edita da Edward Arnold con il corredo fotografico di Vittorio Sella. In seguito il luogo fu percorso dal famoso botanico Joseph Dalton Hooker che osservò più da vicino il monte Siniolchu e lo chiamato "Liklo", un nome che probabilmente sentì dai nativi Lepcha.

## Prime arrampicate
La vetta del Siniolchu fu scalata per la prima volta il 23 settembre 1936 da Karl Wien e Adolf Göttner durante una spedizione tedesca nel Sikkim. Nella salita seguirono la via che conduceva lungo la cresta nord-occidentale. Il gruppo diretto da Paul Bauer  partì dal campo base sul ghiacciaio Zemu il 19 settembre 1936, allestì un campo avanzato ai piedi del piccolo Siniolchu a circa 18.700 piedi il 21 e, lasciando i portatori qui, raggiunsero la cresta tra il Siniolchu e il piccolo Siniolchu a 21.340 piedi il giorno dopo. Trascorsero la notte sulla cresta seduti nei loro zaini e con tutto ciò che avevano a disposizione avvolto intorno al corpo. Il 23, a circa 21.230 piedi, Bauer decise di fermarsi con Hepp e di rimanere in supporto mentre gli altri due uomini senza carico si dirigevano verso la cima. Karl Wien e Adolf Göttner la raggiunsero poco dopo le 14:00 e poi tornarono dai loro compagni.
La seconda ascensione del Siniolchu fu realizzata anch'essa da un gruppo alpinistico tedesco un anno dopo nel 1937. Il 25 settembre 1937 Ludwig Schmaderer, Herbert Paidar ed Ernst Grob, insieme al portatore Pency della spedizione svizzero-francese, raggiunsero la vetta. Seguirono altre spedizioni come quelle indiane (1979) con l'alpinista sikkimese Sonam Gyatso  e Ladakho Sonam Wangyal, quella slovene (1994), l'esplorazione del Giappone nel 1995 sponsorizzata dall'Alpine Club della Facoltà di Medicina dell'università di Tohoku. Tutte seguirono nell'ascesa la cresta nord-occidentale seguendo la traccia della prima salita.

## Le 10 vette montuose più vicine a Siniolchu
- Monte Kangchenjunga (8.586 m) distante 17,4 chilometri
- Kangchenjunga Ovest (8.505 m) distante 18,9 chilometri
- Mount Pandim (6.691 m) distante 21,6 chilometri
- Jongsong Peak (7.462 m) distante 23,4 chilometri
- Kabru (7.317 m) distante 24,3 chilometri
- Mount Narsinga (5.800 m) distante 26,1 chilometri
- Mount Jannu (7710 m) distante 27,7 chilometri
- Pauhunri (7.128 m) distante 56,5 chilometri
- Cima Chomolhari (7.314 m) distante 94,0 chilometri
- Mount Jomolhari (7.314 m) distante94,2 chilometri[5]